# رحمت‌الله فهیمی
رحمت‌الله فهیمی (١٢٩١-نامعلوم) سیاست‌مدار ایرانی بود، که در دوره‌های  بیست و یکم ،  بیست و دوم  و  بیست و سوم  بعنوان نماینده گرگان در مجلس شورای ملی حضور داشت.

## زندگی
رحمت‌الله فهیمی در سال ١٢٩١ متولد شد. او تحصیلاتش را تا مقطع دیپلم ادامه داد.   وی به عنوان نماینده در مجلس شورای ملی حضور داشت. 